# BBC Channel Islands
La BBC Channel Islands est un décrochage régional de la BBC South West de l'Angleterre en direction des îles Anglo-Normandes. La BBC Channel Islands News est une diffusion spécifique ou sous-décrochage régional de la BBC South West qui couvre également le Devon, les Cornouailles, le Dorset et le Somerset.
La BBC Channel Islands News diffusa des nouvelles locales pour les îles Anglo-Normandes depuis les années 1990 avec d'abord un court bulletin diffusé à la suite de celui de la BBC News 9 O'Clock. Depuis le 16 octobre 2000, deux bulletins du soir sont diffusés à 18h30 et après celui de la BBC News at Ten jusqu'en avril 2008, connu sous le nom de Spotlight Channel Island.
La BBC Channel Islands News s'ajoute aux radios et télévisions locales généralistes de la BBC Jersey et de la BBC Guernesey.